# Catolé do Rocha (ort)
Catolé do Rocha är en ort i Brasilien.   Den ligger i kommunen Catolé do Rocha och delstaten Paraíba, i den östra delen av landet, 1 500 km nordost om huvudstaden Brasília. Catolé do Rocha ligger 303 meter över havet och antalet invånare är 19 812.
Terrängen runt Catolé do Rocha är varierad. Närmaste större samhälle är São Bento, 6,7 km norr om Catolé do Rocha. 
Omgivningarna runt Catolé do Rocha är huvudsakligen savann. Runt Catolé do Rocha är det glesbefolkat, med 16 invånare per kvadratkilometer.